# Phillip (Norfolk)
Otok Phillip nalazi se 6 km južno od otoka Norfolk u jugozapadnom Pacifiku, i dio je skupine otoka Norfolk. Imenovao ga je 1788. godine poručnik Philip Gidley King po Arthuru Phillipu, prvom guverneru Novog Južnog Walesa. Otok Phillip dio je australskog vanjskog teritorija otoka Norfolk i uključen je u Nacionalni park otoka Norfolk, kao i susjedni otok Nepean i oko 10 posto samog otoka Norfolk.
Koliba Nacionalnog parka smještena u blizini središta otoka udomljuje malu rotirajuću grupu od otprilike četiri osobe veći dio godine. Inače je otok nenaseljen. Otok Phillip ima površinu od 190 ha, dimenzija 2.1 km od zapada prema istoku i 1.95 km od sjevera prema jugu, s najvišom točkom, Jacky Jacky, 280 m iznad razine mora. Grubo je oblikovan kao sušilo za kosu s mlaznicom okrenutom prema istoku. Otok je vulkanskog podrijetla, izgrađen od bazaltnog tufa i lave koji potječu iz miocenske epohe. Otok Phillip je uvršten u Registar nacionalnog dobra.

## Biljke i životinje

### Biljke
Vegetacija Phillip Islanda bila je uništena zbog uvođenja, tijekom razdoblja kažnjeničke kolonije u Norfolku, štetočina kao što su svinje, koze i kunići. To je uzrokovalo masivnu eroziju, dajući otoku crvenkasto-smeđu boju gledano iz Norfolka, zbog odsutnosti gornjeg sloja tla. Međutim, svinje i koze su uklonjene početkom 20. stoljeća, a zečevi su istrijebljeni do 1988.
Od tada, prirodna regeneracija autohtonih vrsta i korova, te radovi na remedijaciji koje provodi osoblje parka, doveli su do značajnog poboljšanja okoliša otoka Phillip. Trenutno je u tijeku sanacija. Znatan dio područja koja su bila gola prije nego što je počelo iskorjenjivanje kunića sada je dobro obraslo, iako je mnogo vrsta korova. S obzirom da je većina površine otoka bila potpuno lišena vegetacije prije kontrole zečeva, brzina razvoja vegetacije i formiranja tla je izvanredna. Morske ptice koje se gnijezde u jazbinama sada imaju kolonije tamo gdje nije bilo tla prije iskorijenjivanja zečeva.
Pošumljavanje sobnih jelica na otoku Phillip potpomognuto je kasnih 1980-ih zrakoplovima C130E Hercules RAAF-ove 37. eskadrile bazirane u Richmondu. Zrakoplov Hercules sakupio je rekordne usjeve sjemena bora s otoka Norfolk i zasijao ih iz zraka na otoku Phillip.
Otok Phillip ima vaskularnu floru od oko 80 vrsta. Tri su biljne vrste endemske za otok Phillip. Achyranthes margaretarum je ondje otkriven nakon što su zečevi otišli, a trenutna mala populacija ove vrste potječe od jedne otkrivene izvorne biljke. Abutilon julianae ponovno je otkriven na otoku Phillip kada su zečevi bili gotovo iskorijenjeni; više od sedamdeset godina se vjerovalo da je izumrla. Treća biljka koja raste samo na ovom otoku je Hibiscus insularis.

### Životinje
Unatoč degradaciji okoliša, nedostatak divljih mačaka i štakora na otoku omogućio je nekim životinjama da tamo ostanu nakon što su izumrle na Norfolku. Međutim, postoje izumrle vrste koje su živjele na oba otoka, poput Norfolk kake (Nestor productus). Zabilježena su dva kopnena gmaza — macaklin (Christinus guentheri) i skink (SCyclodina lichenigera). Otok je također važno mjesto za razmnožavanje 12 vrsta morskih ptica, uključujući solanderovog zovoja, polinezijskog zovoja, kermadečkog zovoja, tamnokrilog zovoja, klinorepi zovoj, australsku blunu (Morus serrator), crnoleđu čigru (lokalno poznatu kao ptica kit)., Phaethon rubricauda i Anous albivitta. Jaja ptice Onychoprion fuscatus se tradicionalno sezonski beru.
BirdLife International identificirao je otok Phillip kao važno područje za ptice (IBA), odvojeno od IBA Otoka Norfolk, jer podržava male, ali rastuće populacije providnica i bjelovratih burnica, kao i više od 1% svjetske populacije sivih ptica. kimanje glavom.

## Vanjske poveznice
|  | Zajednički poslužitelj ima još gradiva o temi Phillip (Norfolk) |

- Phillip Island Department of the Environment and Water Resources
- Management Plan 2008-18. Norfolk Island National Park and Norfolk Island Botanic Garden
- Geological origins. Norfolk Island Tourism. Inačica izvorne stranice arhivirana 7. rujna 2008.